# Tino Lettieri
Martino "Tino" Lettieri  (Bari, Italia, 27 de septiembre de 1957) es un exfutbolista Italo-Canadiense. Jugó como Arquero. 
Actualmente es miembro de Canada Soccer Hall of Fame desde el 2001.

## Selección nacional
Ha sido internacional con la Selección de fútbol de Canadá, disputó 24 partidos internacionales y participó en la Copa Mundial de Fútbol de 1986 jugando 2 de los tres encuentros del equipo en la fase de grupos, pero no lograron clasificarse a la siguiente ronda. También disputó por el seleccionado canadiense en el torneo de los Juegos Olímpicos en 1976 y 1984. 

### Participaciones en Juegos Olímpicos
| Torneo                   | Sede        | Resultado        |
| ------------------------ | ----------- | ---------------- |
| Juegos Olímpicos de 1976 | Montreal    | Primera fase     |
| Juegos Olímpicos de 1984 | Los Ángeles | Cuartos de final |

### Participaciones en Copas del Mundo
| Mundial                        | Sede   | Resultado    |
| ------------------------------ | ------ | ------------ |
| Copa Mundial de Fútbol de 1986 | México | Primera fase |

## Clubes
| Club                         | País           | Año         |
| ---------------------------- | -------------- | ----------- |
| Minnesota Kicks              | Estados Unidos | 1977 − 1981 |
| Minnesota Kicks (indoor)     | Estados Unidos | 1980 − 1981 |
| Vancouver Whitecaps          | Canadá         | 1982 - 1983 |
| Vancouver Whitecaps (indoor) | Canadá         | 1984        |
| Minnesota Strikers           | Estados Unidos | 1984        |
| Minnesota Strikers (indoor)  | Estados Unidos | 1984 - 1988 |
| Hamilton Steelers            | Canadá         | 1987        |